# Stachys anisochila
Espèce
Classification phylogénétique
Stachys anisochila est une plante appartenant à la famille des Lamiaceae.
On la trouve en Albanie, en Bulgarie et dans les pays de l'ex-Yougoslavie.